# Convento di San Giuliano
Il convento di San Giuliano è un edificio religioso dell'Aquila, situato fuori dalla cinta muraria, a ridosso dell'omonimo quartiere.
Realizzato nel XV secolo, è stato dichiarato monumento nazionale nel 1902. Il convento è sede anche di un'importante biblioteca cittadina e del Museo di Scienze Naturali.

## Storia

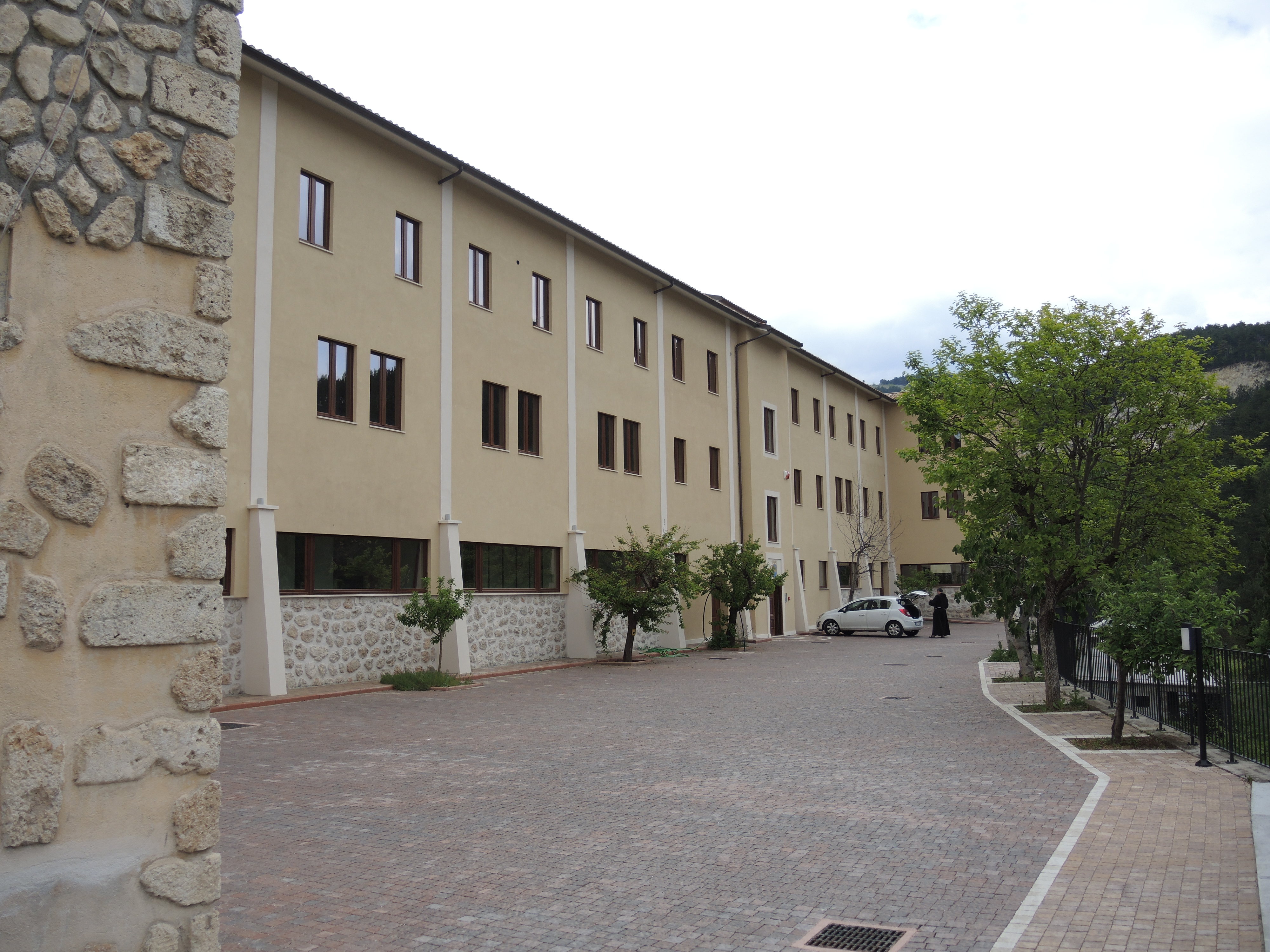
Il convento di San Giuliano.

Il convento fu una delle prime sedi dei Francescani, e fu fondato da Beato Giovanni Vici da Stroncone e consacrato nel 1415, arricchendosi della presenza di San Giovanni da Capestrano e Bernardino da Siena. Nel 1452 ospita il Capitolo Generale dell'Osservanza Cismoniana, che fino a poco tempo prima si effettuava nella chiesa di San Francesco in piazza Palazzo, all'interno delle mura civiche aquilane. Nel 1592 passò al grado maggiore di chiesa dei Frati Conventuali; essendo stato fino ad allora Sede dei Minori.
Nel 1798 con l'arrivo dei francesi, il convento fu saccheggiato ed il corpo sacro del beato Vincenzo dell'Aquila (XVI secolo) profanato, anche se successivamente venne ricomposto. Nella prima metà dell'Ottocento il convento venne privato della sua funzione da Gioacchino Murat fino al 1875,  quando fu riacquistato dall'Ordine. Nel 1960 si ebbero imponenti lavori di restauro che hanno visto la ripulitura all'esterno dagli influssi barocchi e la demolizione di un piccolo edificio annesso alla chiesa con portico risalente al 1712 e prossimo al crollo.
Per la sua posizione su di uno sperone roccioso, il convento non ha subito danni dal terremoto del 2009.

## Descrizione

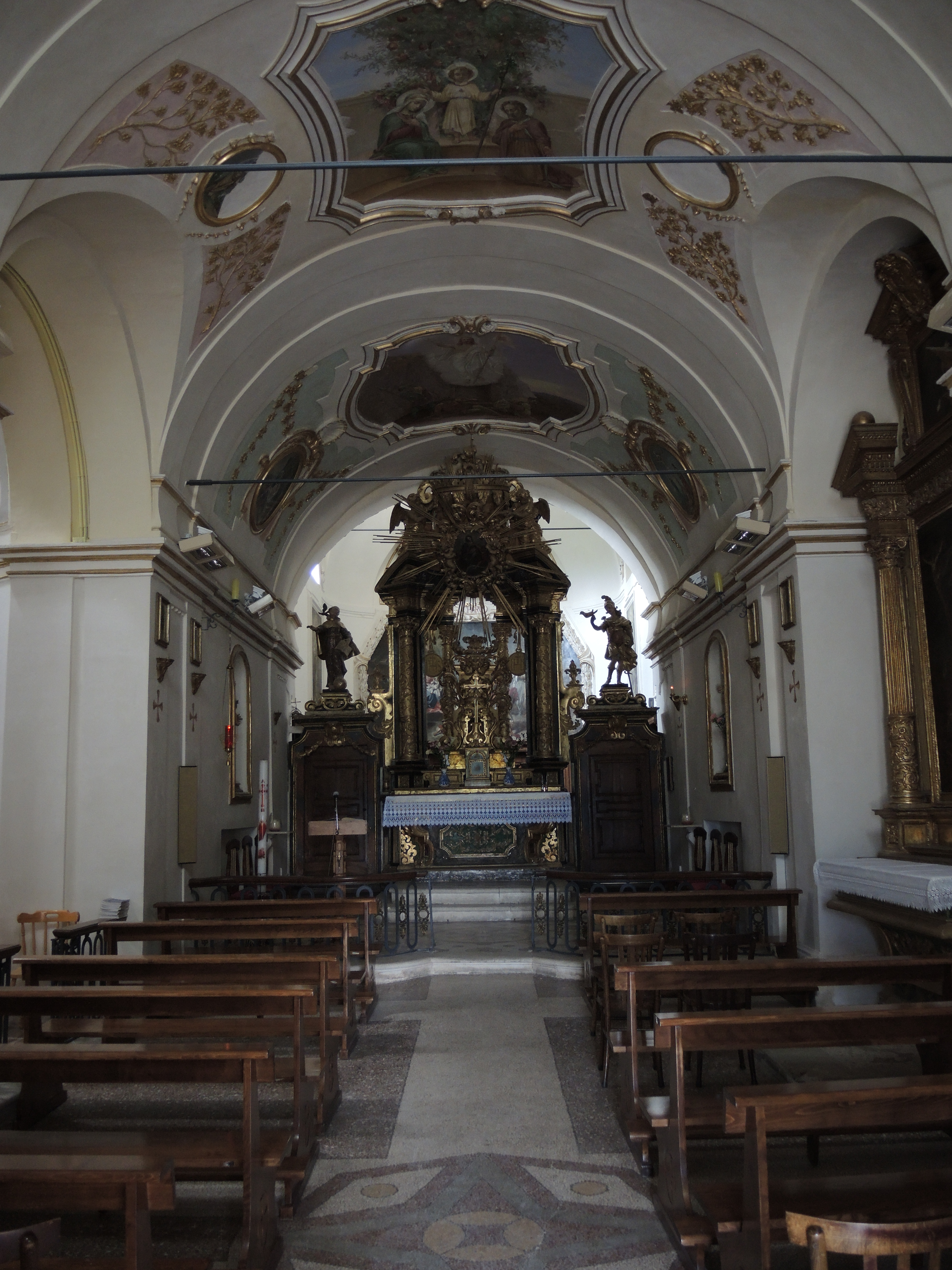
Interno della chiesa.

Il convento si trova a nord-ovest dell'Aquila, all'inizio di una vasta area naturale montuosa, boscosa e prativa che dalla città giunge a San Vittorino, Arischia, Collebrincioni, Aragno, Tempera, Camarda e Assergi, e caratterizzata dalla presenza di una vasta pineta (Pineta di San Giuliano), decimata da un incendio boschivo nel 2007, di numerosi sentieri e di un'altra chiesa posta poco più in alto che prende il nome di Madonna Fore. È facilmente raggiungibile dall'abitato percorrendo via San Giuliano. Il convento è sede anche di un'importante biblioteca cittadina.

### Esterno
L'esterno presenta una facciata molto sobria, a capanna, con porticato sopra il portale. Il centro della facciata è decorato da rosone, mentre sulla sinistra sorge il piccolo campanile a vela. Sopra il transetto sorge una piccola cupola.
Il chiostro esterno è rimasto nella forma originaria. Composto di arcate con contrafforti, possiede altre finestre a tutto sesto attaccate l'una all'altra; sulle pareti delle mura vi sono 18 lunette riguardanti la vita di Giovanni di Capestrano, mentre sulle volte del portico ci sono affreschi seicenteschi di Giovanni Paolo Cardone.
Annesso alla chiesa principale è il conventino, una piccola struttura ad eremo, probabilmente usata come struttura originaria. Viene fatta risalire al XIII secolo per via del portale e delle due finestre laterali gotiche, snelle e slanciate. La facciata è a capanna, in pietra, mentre il campanile è a vela.

### Interno
L'interno della chiesa si presenta a navata unica rettangolare, decorata da stucchi barocchi e da cappelle. Sulla sinistra vi sono le cappelle di beato Vincenzo, realizzata da Saturnino Gatti (XV secolo) e del Santissimo Crocifisso. Tra le due cappelle vi è il sepolcro barocco di Vincenzo dell'Aquila, voluto dal vescovo aquilano Gaspar Salgado Gayoso (XVII secolo).
Sul lato destra vi sono due enormi dipinti settecenteschi di San Giovanni da Capestrano a Belgrado e San Diego D'Alcalà, realizzati da Vincenzo Damini. L'altare principale è decorato da baldacchino berniniano, con la tela dell'Assunta e altri dipinti settecenteschi del Damini, tra i quali Adorazione dei Magi.

#### Biblioteca e Museo di Scienze Naturali
Opere museali recenti, la biblioteca è stata inaugurata nel 2008, e il museo nel 2007. La biblioteca, nata nel 2008, consta di oltre 4.500 volumi antichi; il museo, sorto invece nel 2009, è nato come un progetto del liceo Domenico Cotugno per far conoscere la natura abruzzese delle montagne, delle pianure e dei mari. Al suo interno vi sono ampie sezioni dedicate alla flora e fauna locale aquilana, e un calco di una vittima di Pompei, dopo l'eruzione del 70 d.C.